# Ytkraft
Ytkraft, betecknat fs, är kraften som verkar över ett internt eller externt ytelement i en materiell kropp. Ytkraft kan delas upp i två vinkelräta komponenter: tryck- och spänningskrafter. Tryckkraft verkar normalt över ett område medan spänningskraft verkar tangentiellt över ett område.